# Georg Laves
Georg Laves (vollständiger Name: Georg oder George Heinrich Wilhelm Laves, * 1. August 1825 in Hannover; † 18. Oktober 1907 ebenda) war ein deutscher Maler und Radierer.

## Leben

### Familie
Georg Laves war der erste von drei Söhnen des Hofarchitekten Georg Ludwig Friedrich Laves und der Wilhelmine, einer Tochter des hannoverschen Hofrates und Kunstsammlers Georg Kestner. Zu seinen Geschwistern gehörte auch eine Schwester.
Georg Laves war der Großvater von Fritz Laves.

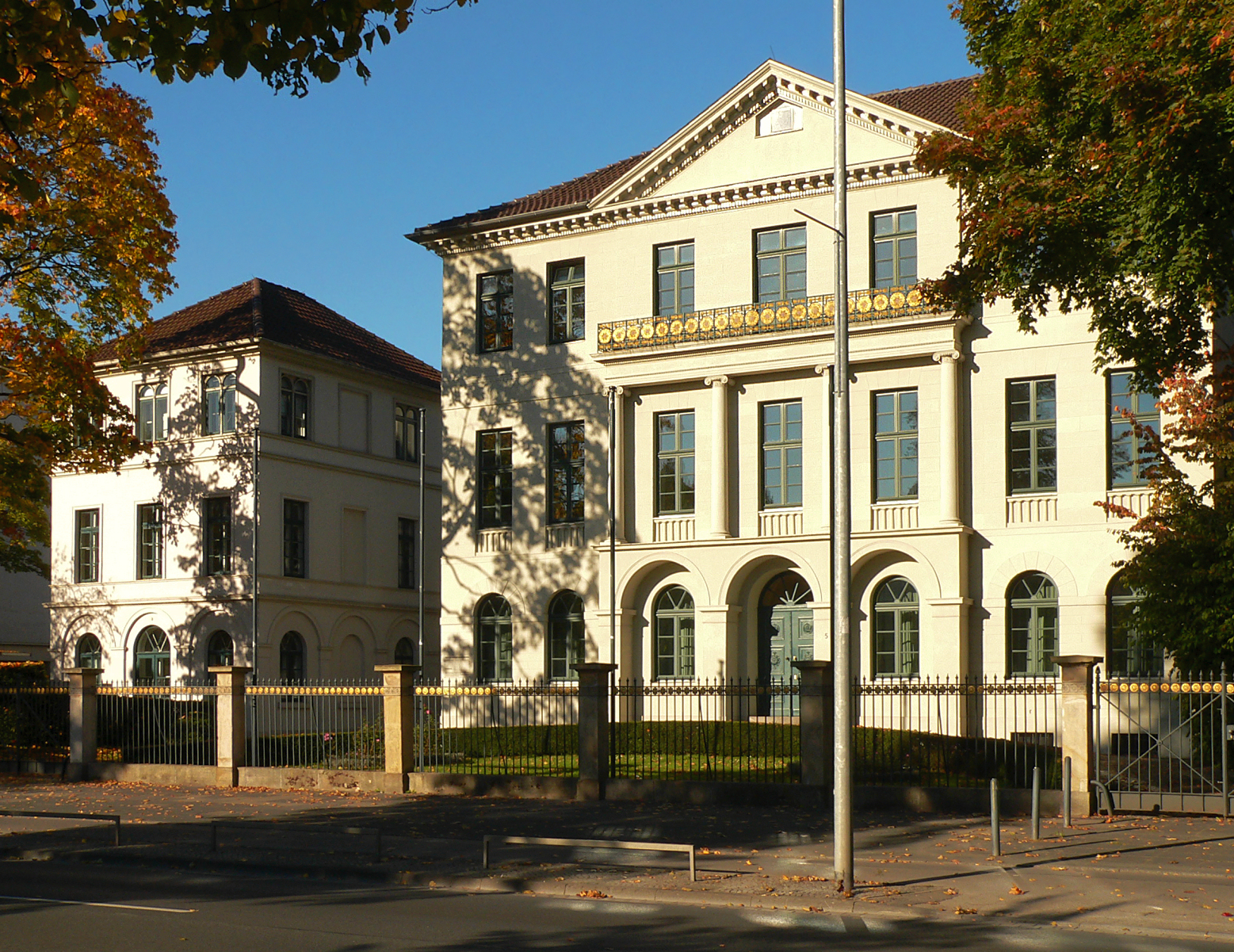
Das vom Vater errichtete Atelierhaus links neben dem älteren, heute so genannten Laveshaus am Friedrichswall in Hannover

### Werdegang
Georg Laves wurde in der Residenzstadt des seinerzeitigen Königreichs Hannover in eine der Hübschen Familien Hannovers hineingeboren. Seine künstlerische Ausbildung durchlief er in Berlin bei Wilhelm Wach und in München bei Philipp von Foltz.
Nachdem Laves in den Jahren 1844 und 1845 ein Porträt seines Vaters gemalt hatte, schuf er die Deckengemälde in dem Konzertsaal des von seinem Vater in Hannover neu erbauten Hoftheaters. 1851 bis 1854 hielt sich Laves in Rom auf, wo er seinen dort weilenden Großonkel August Kestner und dessen Sammlung zeichnete.
1855 hatte der Vater zunächst nur ein Atelier für seinen Sohn direkt neben seinen eigenen Wohnhaus errichtet, im selben Jahr porträtierte Georg Laves seine Eltern. Nachdem Laves ebenfalls 1855 geheiratet hatte, baute sein Vater an das ursprünglich freistehende Atelier zur Straße hin ein Wohnhaus an (das 1873 durch Justus Heinrich Jakob Molthan um ein Stockwerk erhöht wurde).
1858 verließ Laves abermals seine Heimatstadt, um für kurze Zeit bis 1860 in Antwerpen an der dortigen Kunstakademie zu unterrichten. Anschließend kehrte nach Hannover zurück und machte sich von dort aus einen Namen insbesondere als Historienmaler.
Nach der Gründung des Deutschen Kaiserreichs übernahm Georg Laves – neben Carl Schuchhardt – die unbesoldete Leitung des Kestner Museums, wo er vor allem die Gemälde und Kupferstiche betreute.
Georg Laves starb 1907 und wurde im Gemeinschaftsgrab der Familien Kestner und Laves auf dem Stadtfriedhof Engesohde bestattet.

## Werke (Auswahl)
- Bildnismedaillon für Georg Ludwig Friedrich Laves auf dem Engesohder Friedhof
- mehrere Werke von Georg Laves finden sich unter anderem in der Landesgalerie des Niedersächsischen Landesmuseums.[1]

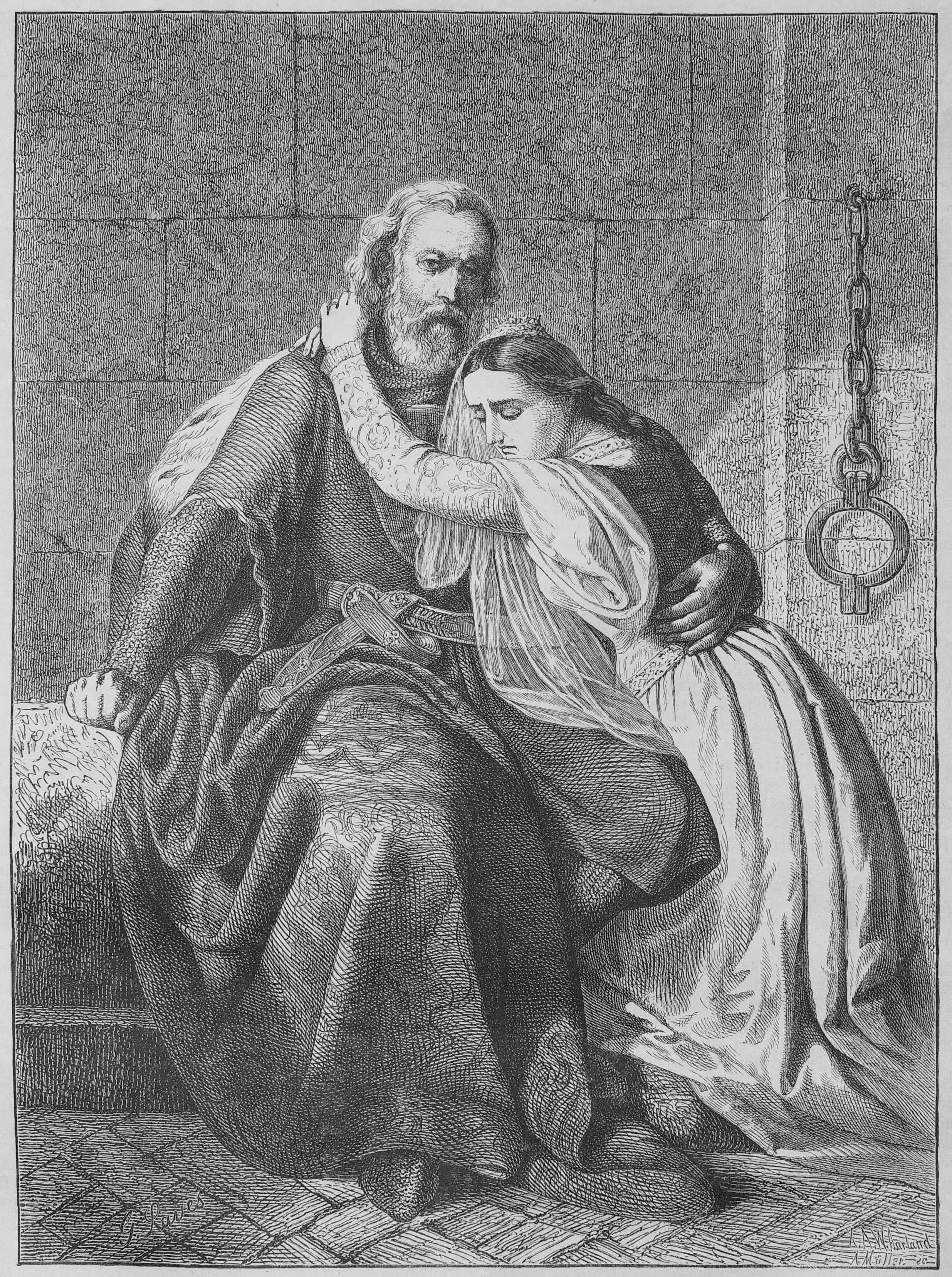
Historienmalerei „Graf Guido von Flandern mit seiner Tochter im Kerker“; Holzstich von A. Müller nach einem Ölgemälde in Die Gartenlaube von 1866
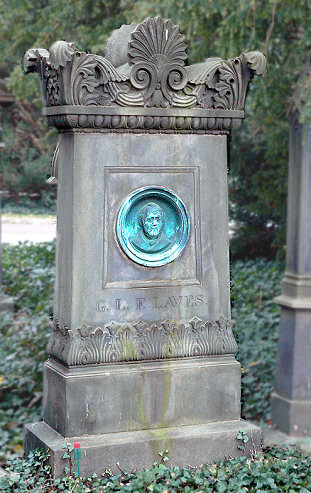
Grabmal für den Vater Georg Ludwig Friedrich Laves auf dem Stadtfriedhof Engesohde mit einem Bildnismedaillon von Georg Laves